# Terahertz stråling
Terahertz stråling, Terahertz radiobølger, THF (Tremendously High Frequency), submillimeterbølger, T-stråler, T-bølger eller T-lux er betegnelsen for radiobølger med en frekvens (fra men ikke med) 300 GHz - 3 THz.

## Introduktion
Terahertz stråling ligger i det elektromagnetiske spektrum imellem infrarød stråling og mikrobølgestråling - og det deler nogle egenskaber med hver af disse. Ligesom infrarød og mikrobølge stråling udbreder terahertz stråling i line of sight og er ikke-ioniserende. Ligesom mikrobølge stråling kan terahertz stråling gennemtrænge mange former for elektrisk isolerende materialer. Terahertz stråling kan passerer gennem tøj, papir, pap, træ, murværk, plast og keramik. Penetreringsdybden er typisk mindre end mikrobølge stråling. Terahertz stråling kan med vanskelighed trænge gennem tåge og skyer og kan ikke trænge gennem flydende vand - eller metal.
Jordens atmosfære er en stærk absorber af terahertz stråling i de specifikke vanddampes absorptionsbånd, så terahertz stråling dæmpes så meget, at de ikke kan benyttes til langdistance kommunikation. Men ved afstande på op til ca. 10 meter er båndet anvendeligt til fx billeddannelse og til højbåndbredde trådløst datanet systemer, specielt indendørssystemer.

### Naturlige
Terahertz stråling bliver udsendt som en del af sortlegeme stråling fra alle legemer med en temperatur større end omkring 10 kelvin.

### Kunstig
I 2012 var følgende kendte kilder til terahertz stråling:
- gyrotronen
- Schottky-diode multiplikatorer[2]
- varaktor (varaktordiode) multiplikatorer
- quantum cascade laser[3][4][5][6]
- fri elektron laser (FEL)
- synkrotron kilder
- photomixing kilder

I 2009 blev det opdaget at selve det at afrulle klisterbånd genererer ikke-polariseret terahertz stråling, med en smal top ved 2 THz og med en bredere top ved 18 THz. Hypotetisk forestiller man sig at mekanismen bag skabelsen af terahertz stråling er klisterbåndets triboelektriske effekt og den efterfølgende afladning; man formoder at processen involverer bremsestråling med absorption eller energy density focusing ved dielektrisk breakdown af a gas.
I 2011 producerede den japanske elektronikproducent Rohm og et forskningsteam ved Osaka University en mikrochip som kunne overføre 1,5 Gbit/s ved anvendelse af terahertz stråling.
I 2013 udviklede forskere ved Georgia Institute of Technology's Broadband Wireless Networking Laboratory og Polytechnic University of Catalonia en metode at lave en grafenradioantenne: En radioantenne som blev formet til grafenstrimler med 10 til 100 nanometers bredde og én mikrometer lang. Sådan en radioantenne kan udsende i terahertz frekvensintervallet.